# Raschi-Haus
Das Raschi-Haus ist ein historisches Gebäude des Judenviertels der Stadt Worms. Es liegt im Süden des Synagogenbezirks und war seit jeher ein wichtiger Teil des jüdischen Worms. In seiner etwa 800-jährigen Geschichte wurde es auf verschiedene Weise genutzt: als Talmudschule, Spital, Tanz- und Hochzeitshaus, Rabbinerwohnung und Altersheim. Heute beherbergt es das Stadtarchiv Worms und das Jüdische Museum Worms.

## Geschichte

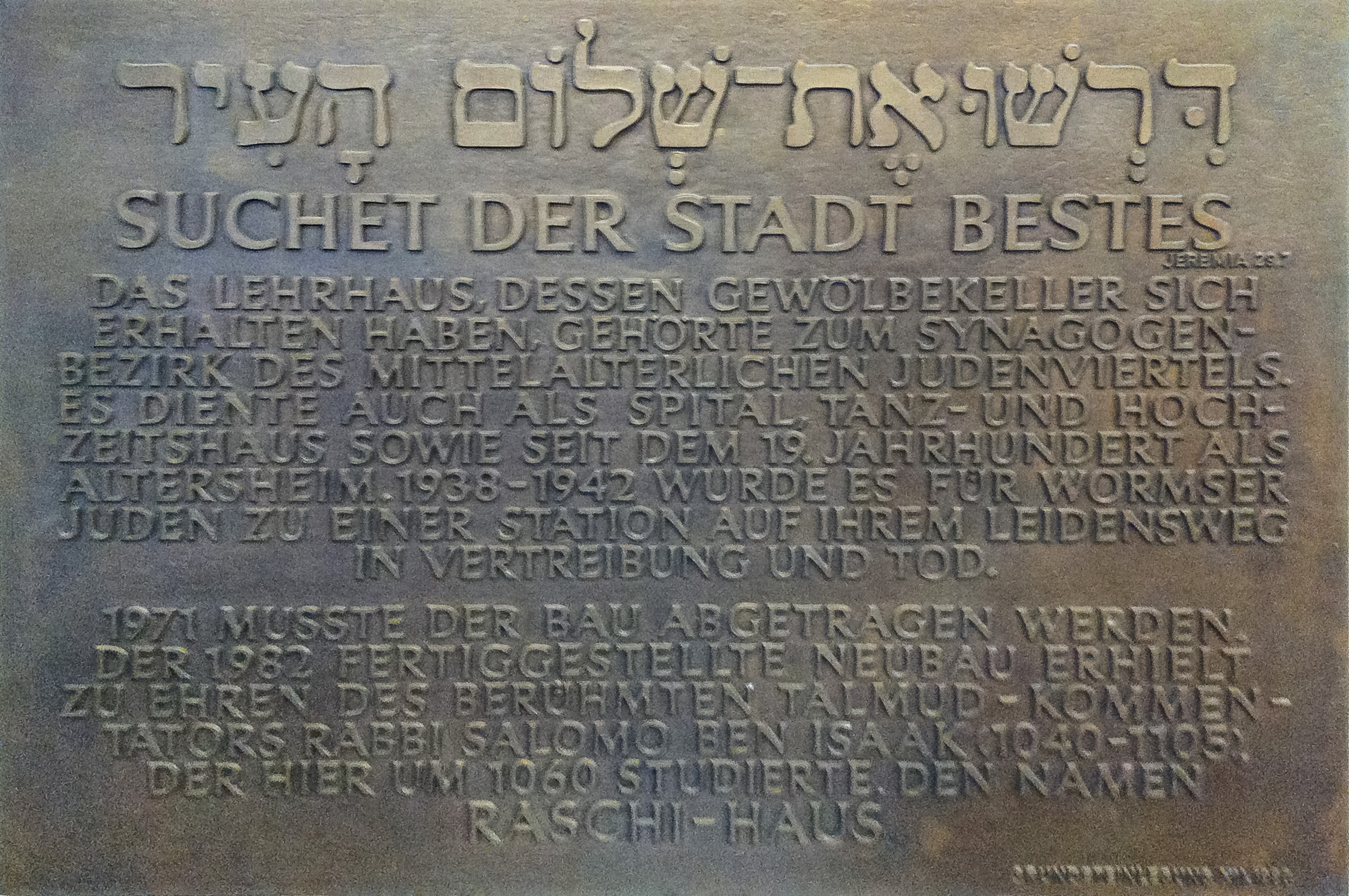
Gedenktafel zur Grundsteinlegung des Raschi-Hauses

Das Raschi-Haus stammt in seinen mittelalterlichen Gebäudeteilen aus dem 14. Jahrhundert. Die mittelalterliche Talmudschule, heute nach ihrem Lehrer Rabbi Schelomo ben Jizchaki (1040–1105) Raschi-Lehrhaus genannt, galt als eine der bedeutendsten Deutschlands.
Während das Gebäude im 15. Jahrhundert Tanzhaus und Spital genannt wurde, findet sich später die Bezeichnung „Zur Klause“. Seine Kellergewölbe wurden wahrscheinlich als Weinkeller genutzt. Was mit dem Tanzhaus bei der Zerstörung der Stadt 1689 durch die Truppen Königs Ludwigs XIV. von Frankreich passierte, ist nicht bekannt. Es ist jedoch anzunehmen, dass es wie die ganze Judengasse abbrannte. Das wiederaufgebaute Gebäude wird 1760 im Visitations-Protokoll des Magistrats mit allen anderen Häusern der Judengasse genannt.
Im 18. Jahrhundert befand sich darin ein Raum mit Toraschrein. In dieser „Klaus-Synagoge“ fanden bis zum Bau der Levy’schen Synagoge 1875 die Werktagsgottesdienste statt. Damals wohnte und lehrte hier auch der Rabbiner, der „docierte“, also privaten Talmud-Unterricht erteilte. Im 19. und 20. Jahrhundert wurde das Gebäude als Altersheim (Hospital) der Jüdischen Gemeinde genutzt.
Gemeinsam mit Synagoge, Gemeindehaus (Haus „Zur Sonne“) und der Levy’schen Synagoge bildete es den Mittelpunkt der Israelitischen Kultusgemeinde Worms. Dies blieb so bis zur nationalsozialistischen Pogromnacht, als morgens am 10. November 1938 die Alte Synagoge niedergebrannt sowie das Gemeindehaus und die Levy’sche Synagoge verwüstet wurden. Als „Judenhaus“ wurde das Haus daraufhin bis 1942 zur Zwischenstation für aus ihren Wohnungen in der Stadt vertriebene Juden auf dem Weg in die Vernichtungslager.
Nach schweren Beschädigungen im Zweiten Weltkrieg drohte das Gebäude einzustürzen und wurde 1971 abgetragen. Als originale, mittelalterliche, teilweise bis in die Römerzeit zurückreichende Bausubstanz blieben die Gewölbe und Teile des Erdgeschosses erhalten. Wegen seiner städtebaulichen, historischen und liturgischen Bedeutung wurde der Wiederaufbau des abgetragenen Gebäudes als kulturelle Begegnungs- und Tagungsstätte beschlossen und von 1980 bis 1982 vollendet. Die Kubatur des Vorgängerbaus in etwa eingehalten. Heute beherbergt das Raschi-Haus im Keller und Erdgeschoss das Jüdische Museum Worms, in den Obergeschossen das Stadtarchiv Worms und  die untere Denkmalschutzbehörde.

## Jüdisches Museum

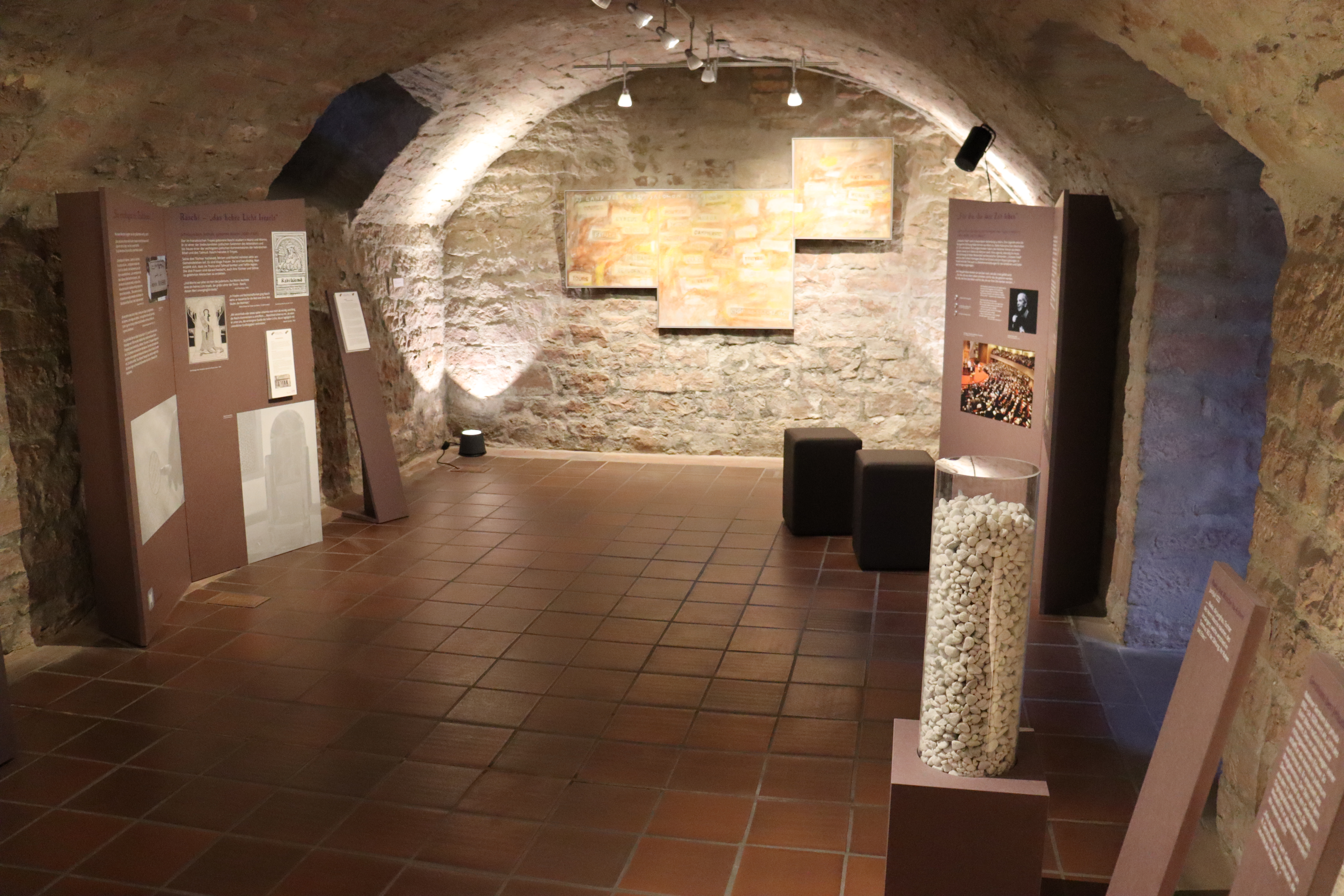
Blick in die 2020 eröffnete Ausstellung im mittelalterlichen Kellergewölbe des Raschi-Hauses

Seit 1982 beherbergt das Raschi-Haus auch das Jüdische Museum der Stadt Worms. Die Dauerausstellung wurde 2020 neu gestaltet.

## Gedenkstätte
Das Raschi-Haus dient als Begegnungs- und Gedenkstätte. Von hier aus wurden 1942 die letzten Wormser Juden deportiert. Der „Verein Raschi-Lehrhaus Worms e. V.“ setzt sich seit 1968 für den Wiederaufbau ein. Ebenfalls in die Planungen einbezogen war die New Yorker „Rashi Association“, die sich der Erhaltung jüdischer Baudenkmäler in aller Welt widmet.

„Das neue Raschi-Haus wird eine Stätte der Begegnung, der Forschung und der wissenschaftlichen Pflege der Überlieferung werden. Neben einem Jüdischen Museum soll es das Stadtarchiv aufnehmen, in dem die pergamentenen und papiernen Zeugen der Vergangenheit auch des jüdischen Worms aufbewahrt werden.“